# Mike Ratliff
Michael D. "Mike" Ratliff (New Albany, Misisipi, 7 de junio de 1951) es un exjugador de baloncesto estadounidense que disputó una temporada en la NBA, además de jugar en la liga francesa. Con 2,08 metros de estatura, lo hacía en la posición de pívot.

## Trayectoria deportiva

### Universidad
Jugó durante cuatro temporadas con los Blugolds de la Universidad de Wisconsin–Eau Claire, en las que promedió 18,5 puntos y 13,8 rebotes por partido. En sus tres últimas temporadas fue elegido como jugador del año de la Wisconsin Intercollegiate Athletic Conference, el último año compartido con su compañero de equipo Frank Schade.

### Profesional
Fue elegido en la vigésimo octava posición del Draft de la NBA de 1972 por Kansas City-Omaha Kings, y también por los Dallas Chaparrals en el Draft de la ABA, eligiendo los Kings, donde en su primera temporada promedió 4,2 puntos y 3,3 rebotes por partido.
Al año siguiente, y tras disputar dos partidos, fue despedido. Continuó su carrera en la liga francesa, jugando tres temporadas en el Alsace de Bagnolet.

## Estadísticas de su carrera en la NBA

### Temporada regular
| Temporada | Edad | Equipo                  | Liga | P  | TIT | MIN  | TC  | TCA | %TC  | 3P | 3PA | %3P | TL  | TLA | %TL  | R.OF. | R.DEF. | REB | ASIS | ROB | TAP | PER | FP  | PTS |
| 1972-73   | 21   | Kansas City-Omaha Kings | NBA  | 58 |     | 11.7 | 1.7 | 4.1 | .417 |    |     |     | 0.8 | 1.4 | .536 |       |        | 3.3 | 0.7  |     |     |     | 1.9 | 4.2 |
| 1973-74   | 22   | Kansas City-Omaha Kings | NBA  | 2  |     | 2.0  | 0.0 | 0.0 |      |    |     |     | 0.0 | 0.0 |      | 0.0   | 0.0    | 0.0 | 0.0  | 0.0 | 0.0 |     | 0.0 | 0.0 |
| Total     |      |                         | NBA  | 60 |     | 11.4 | 1.6 | 3.9 | .417 |    |     |     | 0.8 | 1.4 | .536 | 0.0   | 0.0    | 3.2 | 0.6  | 0.0 | 0.0 |     | 1.9 | 4.0 |